# Sinfonia n. 10 (Mozart)
La Sinfonia n. 10 in Sol maggiore K 74 è una composizione di Wolfgang Amadeus Mozart, probabilmente scritta nella primavera del 1770, durante il suo primo viaggio in Italia.

## Struttura
La sinfonia è stata composta per due oboi, due corni e archi. Il tempo medio di esecuzione è di circa 9 minuti.
La sinfonia è nella forma di ouverture italiana ed è costituita dai seguenti movimenti:
1. (Allegro – Andante), 4/4 – 3/8
2. (Allegro), 2/4

Nel manoscritto autografo non è presente alcuna indicazione agogica.
L'andante non è un movimento separato, ma costituisce parte integrante del primo movimento, seguendo l'Allegro senza separazioni.
La partitura autografa, che non contiene indicazioni aggiuntive di Mozart, è contrassegnata dalla scritta "Ouverture zur Oper Mitridate" (Ouverture per l'opera Mitridate) fatta da Johann Anton André. Tale scritta è depennata eccetto per la parola "Ouverture". Evidentemente André supponeva che questo componimento fosse stato pensato in origine come ouverture dell'opera di Mozart Mitridate, re di Ponto (che invece ha una propria ouverture, diversa da questa sinfonia).